# Ljudska univerza Krško
Ljudska univerza Krško je ljudska univerza s sedežem v Krškem.